# Malons-et-Elze
Malons-et-Elze – miejscowość i gmina we Francji, w regionie Oksytania, w departamencie Gard.
Według danych na rok 1990 gminę zamieszkiwało 88 osób, a gęstość zaludnienia wynosiła 3 osoby/km² (wśród 1545 gmin Langwedocji-Roussillon Malons-et-Elze plasuje się na 813. miejscu pod względem liczby ludności, natomiast pod względem powierzchni na miejscu 201.).